# Marchamalo
Marchamalo – gmina w Hiszpanii, w prowincji Guadalajara, w Kastylii-La Mancha, o powierzchni 31,24 km². W 2011 roku gmina liczyła 6468 mieszkańców.